# Гольф, Артур
Рихард Артур Гольф (нем. Richard Arthur Golf; 21 июля 1877, Биттерфельд — 18 февраля 1941, Лейпциг) — немецкий агроном, специализировавшийся на колониальном сельском хозяйстве и животноводстве (овцеводстве); профессор Лейпцигского университета; член НСДАП (с 1932).

## Биография
Рихард (Ричард) Артур Гольф родился 21 июля 1877 года в Биттерфельде в семье владельца поместья; по окончании гимназии он изучал сельское хозяйство в двух поместьях в Саксонии. В 1898 года он поступил на сельскохозяйственный факультет Вроцлавского университета, а с 1901 — был студентом в Сельскохозяйственной академии в Бонне-Поппелсдорфе, где среди его педагогов был Фердинанд Вольман (Ferdinand Wohltmann, 1857—1919), являвшийся основателем немецкой науки о тропическом сельском хозяйстве. В 1902 году Гольф совершил пятимесячную ознакомительную поездку в Северную Америку. В 1903 году он получил степень кандидата наук от университета Галле за диссертацию об американских ирригационных системах. Будучи ассистентом агронома Юлиуса Кюна, Гольф продолжил свои исследования в Институте сельского хозяйства в Галле, где в 1907 году защитил докторскую диссертацию о технике искусственного орошения в Северной Америке.
В том же, 1907, году Артур Гольф был откомандирован Имперской колониальной службой (Reichskolonialamt) в Южную и Юго-Западную Африку. До 1911 года он продолжал свои исследовательские поездки в Восточную Африку, Центральную Азию и ряд европейских стран. В 1912 году Гольф был назначен адъюнкт-профессором Лейпцигского университета: преподавал колониальное сельское хозяйство. Во время Первой мировой войны, в которой он участвовал в качестве ротмистра запаса, Гольфу пришлось прервать свои исследования.
В 1922 году Гольф получил позицию полного профессора животноводства и колониального сельского хозяйства, а также — профессора в Институте животноводства и молочных продуктов (Institut für Tierzucht und Milchwirtschaft). Специализацией Гольфа являлось овцеводство: к его заслугам относят создание в Веймарской республике системы по разведению каракульских овец. Гольф также долгое время возглавлял «Журнал по овцеводству» (Zeitschrift für Schafzucht), а в 1930 году написал раздел по овцеводству в «Справочнике сельского хозяйства» (Handbuch der Landwirtschaft). В дальнейшем, его исследования были сфокусированы над проблемами, связанными с качеством молочной продукции. Кроме того, Артур Гольф первым в Германии провел серию экспериментов по использованью гормонов при выращивании свиней.
В политике Гольф стоял на националистических позициях: ещё в 1920 году он вступил в антисемитский Немецкий народный союз обороны и наступления, а в 1932 — присоединился к НСДАП.
В период с 1933 по 1935, а затем и в 1936/1937 годах Артур Гольф являлся ректором Лейпцигского университета, занимая также позиции декана и заместителя декана. 31 октября 1933 года, в своей инаугурационной речи в качестве ректора, он сообщил, что направит университет «по пути Адольфа Гитлера»: «Пусть наш университет пройдет в авангарде духовной революции, которая только начинается!» 11 ноября 1933 года Гольф был среди более 900 ученых и преподавателей немецких университетов и вузов, подписавших «Заявление профессоров о поддержке Адольфа Гитлера и национал-социалистического государства».
Гольф состоял на многочисленных почетных должностях в сельскохозяйственных ассоциациях, в том числе и в Ассоциации немецких каракульских селекционеров. В 1937 году он был принят в Германскую академию наук «Леопольдина». Скончался 18 февраля 1941 года в Лейпциге.

## Работы
- Untersuchungen über die natürlichen Grundlagen der nordamerikanischen Bewässerungswirtschaft. Diss. phil. Univ. Halle 1903.
- Die Technik der künstlichen Bewässerung in Nordamerika. Habil.-Schr. Univ. Halle 1907.
- Ackerbau in Deutsch=Südwestafrika. Das Trockenfarmen und seine Anwendung in D.S.W.A. Verlag Wilhelm Süsserott Berlin 1911 = Koloniale Abhandlungen H. 47/50.
- Die Kartoffelbestellung. Berlin 1916 = Arbeiten der Gesellschaft zur Förderung des Baues und der wirtschaftlich zweckmäßigen Verwendung der Kartoffeln H. 7.
- Die Sowjet-Agrarreform und der Landwirtschaftsbetrieb in Russisch-Mittelasien. Verlag E. Chr. Seyfert Leipzig 1929 = Arbeiten der Leipziger Oekonomischen Societät.
- Schafzucht. In: Handbuch der Landwirtschaft. Herausgegeben von F. Aereboe, J. Hansen und Th. Roemer. Verlagsbuchhandlung Paul Parey Berlin 1929, Bd. 5, S. 265—335.
- 60 Jahre landwirtschaftliches Institut der Universität Leipzig 1869—1929. Herausgegeben vom Landwirtschaftlichen Institut der Universität Leipzig 1930.